# Fortune Global 500 (2011)
Navigation
Fortune Global 500 (2010) Fortune Global 500 (2012)
La liste ci-dessous répertorie les 25 plus grandes entreprises mondiales par chiffre d'affaires de 2010 selon le Fortune Global 500. Les chiffres ont été publiés en 2011 et sont indiqués en millions de dollars américains.

## Classement par entreprise
| Rang | Nom                                  | Siège social   | Pays         | Chiffre d'affaires (millions $) | Bénéfice (millions $) | Employés  | Branche                      | Directeur               | Évolution 2010 |
| ---- | ------------------------------------ | -------------- | ------------ | ------------------------------- | --------------------- | --------- | ---------------------------- | ----------------------- | -------------- |
| 1.   | Royal Dutch Shell                    | La Haye        | Pays-Bas     | 484 489                         | 30 918                | 90 000    | Pétrole                      | Peter Voser             | (+1)           |
| 2.   | ExxonMobil                           | Irving         | États-Unis   | 452 926                         | 41 060                | 99 100    | Pétrole                      | Rex Tillerson           | (+1)           |
| 3.   | Wal-Mart                             | Bentonville    | États-Unis   | 446 950                         | 15 699                | 2 200 000 | Commerce de détail           | Michael T. Duke         | (-2)           |
| 4.   | BP                                   | Londres        | Royaume-Uni  | 386 463                         | 25 700                | 83 400    | Pétrole                      | Robert W. Dudley        | (=)            |
| 5.   | Sinopec                              | Pékin          | Chine        | 375 214                         | 9 453                 | 1 021 979 | Pétrole                      | Fu Chengyu              | (=)            |
| 6.   | China National Petroleum Corporation | Pékin          | Chine        | 352 338                         | 16 317                | 1 674 541 | Pétrole                      | Jiang Jiemin            | (=)            |
| 7.   | State Grid Corporation               | Pékin          | Chine        | 259 142                         | 5 678                 | 1 564 000 | Électricité                  | Liu Zhenya              | (=)            |
| 8.   | Chevron                              | San Ramon      | États-Unis   | 245 621                         | 26 895                | 61 189    | Pétrole                      | John S. Watson          | (+2)           |
| 9.   | ConocoPhillips                       | Houston        | États-Unis   | 232 272                         | 12 436                | 29 800    | Pétrole                      | Ryan M. Lance           | (+3)           |
| 10.  | Toyota Motor                         | Toyota         | Japon        | 235 364                         | 3 591                 | 325 905   | Automobile                   | Akio Toyoda             | (-2)           |
| 11.  | Total                                | Courbevoie     | France       | 231 580                         | 17 069                | 96 104    | Pétrole                      | Christophe de Margerie  | (=)            |
| 12.  | Volkswagen                           | Wolfsbourg     | Allemagne    | 221 551                         | 21 426                | 501 956   | Automobile                   | Martin Winterkorn       | (+1)           |
| 13.  | Japan Post Holdings                  | Tokyo          | Japon        | 211 019                         | 5 939                 | 237 000   | Services                     | Jiro Saito              | (-4)           |
| 14.  | Glencore International               | Baar           | Suisse       | 186 152                         | 4 048                 | 58 000    | Négoce en matières premières | Ivan Glasenberg         | (+4)           |
| 15.  | Gazprom                              | Moscou         | Russie       | 157 831                         | 44 460                | 401 000   | Pétrole et gaz               | Alexeï Miller           | (+20)          |
| 16.  | E.ON                                 | Düsseldorf     | Allemagne    | 157 057                         | - 3 085               | 78 889    | Énergie                      | Johannes Teyssen        | (+29)          |
| 17.  | ENI                                  | Rome           | Italie       | 153 676                         | 9 539                 | 78 686    | Pétrole                      | Paolo Scaroni           | (+6)           |
| 18.  | ING                                  | Amsterdam      | Pays-Bas     | 150 571                         | 6 591                 | 104 419   | Services financiers          | Jan Hommen              | (-1)           |
| 19.  | General Motors                       | Détroit        | États-Unis   | 150 276                         | 9 190                 | 207 000   | Automobile                   | Daniel F. Akerson       | (+1)           |
| 20.  | Samsung Electronics                  | Séoul          | Corée du Sud | 148 944                         | 12 059                | 212 726   | Électronique                 | Oh-Hyun Kwon            | (+2)           |
| 21.  | Daimler AG                           | Stuttgart      | Allemagne    | 148 139                         | 7 880                 | 271 370   | Automobile                   | Dieter Zetsche          | (+3)           |
| 22.  | General Electric                     | Fairfield      | États-Unis   | 147 616                         | 14 151                | 301 000   | Société mixte                | Jeffrey R. Immelt       | (-6)           |
| 23.  | Petrobras                            | Rio de Janeiro | Brésil       | 145 915                         | 20 121                | 81 918    | Pétrole                      | Maria das Graças Foster | (+11)          |
| 24.  | Berkshire Hathaway                   | Omaha          | États-Unis   | 143 688                         | 10 254                | 270 858   | Finance                      | Warren Buffett          | (-5)           |
| 25.  | AXA                                  | Paris          | France       | 142 712                         | 6 012                 | 96 999    | Assurances                   | Henri de Castries       | (-11)          |

## Classement pas pays
| Rang | Pays            | Nombre | %    |
| ---- | --------------- | ------ | ---- |
| 1.   | États-Unis      | 132    | 26,4 |
| 2.   | Chine           | 73     | 14,6 |
| 3.   | Japon           | 68     | 13,6 |
| 4.   | France          | 32     | 6,4  |
| 5.   | Allemagne       | 32     | 6,4  |
| 6.   | Grande-Bretagne | 26     | 5,2  |
| 7.   | Suisse          | 15     | 3,0  |
| 8.   | Corée du Sud    | 13     | 2,6  |
| 9.   | Pays-Bas        | 12     | 2,4  |
| 10.  | Canada          | 11     | 2,2  |
| 11.  | Italie          | 9      | 1,8  |
| 12.  | Australie       | 9      | 1,8  |
| 13.  | Espagne         | 8      | 1,6  |
| 14.  | Inde            | 8      | 1,6  |
| 15.  | Brésil          | 8      | 1,6  |